# Liang Weikeng
Liang Weikeng (en chino: 梁伟铿; 30 de noviembre de 2000) es un deportista chino que compite en bádminton.
Participó en los Juegos Olímpicos de París 2024, obteniendo una medalla de plata en la prueba de dobles (junto con Wang Chang).
Ganó una medalla de bronce en el Campeonato Mundial de Bádminton de 2023, en la prueba de dobles. En los Juegos Asiáticos de 2022 consiguió una medalla de oro en la prueba de equipo.

## Palmarés internacional
| Juegos Olímpicos   | Juegos Olímpicos       | Juegos Olímpicos  | Juegos Olímpicos |
| Año                | Lugar                  | Medalla           | Prueba           |
| ------------------ | ---------------------- | ----------------- | ---------------- |
| 2024               | París (Francia)        | Medalla de plata  | Dobles           |
| Campeonato Mundial |                        |                   |                  |
| Año                | Lugar                  | Medalla           | Prueba           |
| 2023               | Copenhague (Dinamarca) | Medalla de bronce | Dobles           |
| Juegos Asiáticos   |                        |                   |                  |
| Año                | Lugar                  | Medalla           | Prueba           |
| 2022               | Hangzhou (China)       | Medalla de oro    | Equipo           |